# Kispesti járás
A Kispesti járás Pest-Pilis-Solt-Kiskun vármegyéhez tartozó járás volt Magyarországon. 1911 és 1922 között működött, hat nagyközség tartozott hozzá, székhelye Kispest volt.
Területe ma – Dunaharaszti kivételével – Budapest része.

## Fekvése
A Kispesti járást hat község alkotta: Csepel, Dunaharaszti, Erzsébetfalva, Kispest, Pestszentlőrinc és Soroksár. E települések Dunaharaszti kivételével mind Budapest formálódó agglomerációjába tartoztak, és 1950-ben, Nagy-Budapest létrejöttével annak részévé is váltak.
A járás területét északról Budapest, keletről a Gödöllői (Rákoskeresztúr) és a Monori járás (Vecsés), délkeletről az Alsódabasi (Alsónémedi), délről a Ráckevei (Taksony és Szigetszentmiklós), nyugatról pedig (a Duna által) a Biai járás (Albertfalva és Budafok) határolta.
A Kispesti járás területnagysága alapján az ország legkisebb járása volt, a hozzá tartozó községek száma szerint is a legkisebbek közé tartozott, népességét és népsűrűségét tekintve viszont egyaránt messze az első helyen állt. Népessége, gazdasága és infrastruktúrája Budapest közelségének köszönhetően rendkívül gyorsan fejlődött. Községei közül Kispest 1922-ben, Erzsébetfalva 1923-ban, Pestszentlőrinc 1936-ban, Csepel pedig 1949-ben alakult rendezett tanácsú, illetve megyei várossá, 1950-ben azonban ezek mindegyikét Budapesthez csatolták.

## Története
A Kispesti járást 1911-ben szervezték. Ezt megelőzően az ide beosztott hat község közül Kispest és Pestszentlőrinc a Monori járáshoz, Csepel, Dunaharaszti, Erzsébetfalva és Soroksár pedig a Ráckevei járáshoz tartozott.
Az 1910-es évek elején Pest-Pilis-Solt-Kiskun vármegye járási beosztását jelentősen megváltoztatták Budapest környékén, ugyanis 1910-re a főváros vonzáskörzetének gyors népességnövekedése miatt több járás (a Gödöllői, Monori és Ráckevei) népessége is megközelítette a százezer főt. Ezért került sor ezek területéből az Aszódi, a Gyömrői és a Kispesti járások megszervezésére 1911 és 1913 között. Ezek közül a Kispesti népessége önmagában is közel 100 ezer fő volt, ez csak a hozzá beosztott községek kis száma miatt volt elfogadható. A járás megszervezéséről Pest-Pilis-Solt-Kiskun vármegye törvényhatósági bizottsága 1909. április 19-én tartott közgyűlésén a 465. számú határozatában döntött, amit a belügyminiszter 101,704/1911. számú rendeletével hagyott jóvá. Az új járás főszolgabírói hivatala 1911. december 1-jén kezdte meg működését.
A gyors fejlődés folytán 1920-ra Kispest elérte az 50, Erzsébetfalva pedig a 40 ezer fős lélekszámot és önkormányzatuk a rendezett tanácsú várossá alakulás előkészítésébe kezdett, melyet az előbbi számára 1922-ben, az utóbbinak pedig 1923-ban engedélyezett a belügyminiszter.
A maradék négy község mintegy 50 ezres együttes népességével az országos átlagnál így is nagyobb járást alkotott volna, ez tehát nem indokolta a megszüntetést. A Budapesttel való közlekedési kapcsolatok fejlettsége és a nagyvárosi településtömörülés terjeszkedése mégis azt a megoldást tette indokolttá, hogy a Kispesti járás helyett új, Budapest székhelyű járás jöjjön létre, melyhez célszerűen hozzá lehetett kapcsolni Pest északi szomszédságában és a Duna jobb oldalán fekvő településeket is. Ennek megfelelően jött létre a Kispesti járás megszűnésével egyidejűleg a Központi járás.

## Területe és népessége
Az alábbi táblázat a Kispesti járás területének és népességének változását mutatja be. Az első rovat a járás területnagyságát mutatja, a további rovatok az oszlopfejlécben jelzett népszámlálás adatai szerint talált népességszámot adják meg ezer főre kerekítve.
Az eltérő színezéssel kijelölt adatok mutatják meg az egyes népszámlálásokkor érvényes közigazgatási beosztásnak megfelelő adatokat, vagyis azokat a népszámlálásokat, amikor a járás létezett.